# The Psycho-Social, Chemical, Biological & Electro-Magnetic Manipulation of Human Consciousness
Albums de Jedi Mind Tricks
Amber Probe EP
(1996) Violent by Design
(2000)
The Psycho-Social, Chemical, Biological & Electro-Magnetic Manipulation of Human Consciousness (parfois abrégé The Psycho-Social CD) est le premier album studio des Jedi Mind Tricks, sorti le 4 novembre 1997. L'album a été réédité le 6 mai 2003  avec six titres bonus.
Cet album marque les débuts en studio du rappeur Apathy et du groupe The Lost Children of Babylon.
Le clip de la chanson I Who Have Nothing est inclus dans le DVD bonus de leur album Violent by Design.

## Liste des titres
| No  | Titre                                                               | Contient un (des) sample(s) de | Durée |
| --- | ------------------------------------------------------------------- | --- | ----- |
| 1.  | Intro                                                               | Releasing Hypnotical Gases d'Organized Konfusion                                                                                                 | 0:37  |
| 2.  | The Winds of War                                                    | Triumph du Wu-Tang Clan featuring Cappadonna | 3:17  |
| 3.  | Chinese Water Torture (featuring Breath of Judah)                   | Chinese Water Torture de Laura Olsher Thunder, Lightning and Rain de Laura Olsher Metal Thangz de Street Smartz featuring O.C. et Pharoahe Monch | 4:07  |
| 4.  | The Three Immortals (featuring Breath of Judah et Apathy)           | Meiso de DJ Krush featuring Black Thought | 4:05  |
| 5.  | Neva Antiquated (Dark Jedi Remix)                                   | | 3:44  |
| 6.  | Omnicron (featuring Apathy et Sun Pharaoh)                          | On Production de Dr. Octagon | 4:47  |
| 7.  | As it Was in the Beginning (featuring The Lost Children of Babylon) | | 3:42  |
| 8.  | Books of Blood: The Coming of Tan (featuring El Eloh)               | | 3:57  |
| 9.  | Incanatrix                                                          | | 0:25  |
| 10. | The Immaculate Conception                                           | Stress d'Organized Konfusion | 3:47  |
| 11. | The Apostle's Creed (featuring Apathy et Yan the Phenomenon)        | Time's Up d'O.C. | 4:34  |
| 12. | I Who Have Nothing                                                  | I (Who Have Nothing) de Tom Jones Runnin' de The Pharcyde                                                                                        | 4:44  |

| 13. | Communion: The Crop Circle Thesis (featuring The Lost Children of Babylon) | | 5:16 |
| 14. | Onetwothree                                                                | U Da Man de Black Moon featuring Dru Ha, Havoc et Smif-N-Wessun                                                                                            | 3:29 |
| 15. | Souls From the Streets                                                     | The Lesson Part 1 des Roots | 5:29 |
| 16. | Last Straw (Onesoul Remix)                                                 | I Used to Love H.E.R. de Common | 3:17 |
| 17. | Tug of War                                                                 | Love Serenade de Barry White | 3:01 |
| 18. | Get This Low                                                               | I Wish de Stevie Wonder We Write the Songs de Marley Marl, Heavy D et Biz Markie Da Mystery of Chessboxin' du Wu-Tang Clan Protect Ya Neck du Wu-Tang Clan | 4:15 |